# Francisco Bramón
Francisco Bramón (México, fecha desconocida - 1664) fue un conciliario de la Real y Pontificia Universidad de México, presbítero, predicador y confesor mexicano. Además de bachiller graduado en artes, teología y cánones y prefecto de la congregación de la Anunciata, perteneciente al Colegio de la Compañía de Jesús. Escribió una obra importante dentro del Barroco Hispanoamericano, llamada "Los sirgueros de la Virgen sin original pecado". Esta novela pastoril fue publicada en 1620 en la Ciudad de México, en la imprenta de Juan de Alcázar. Incluye una pequeña pieza dramática llamada "Auto del triunfo de la Virgen y el gozo mexicano". No se le conoce otra obra.
Poco más se conoce sobre su vida. Participó en dos concursos de poesía dedicados a la Inmaculada Concepción, en 1618 y 1654. Logró el cuarto lugar en el de 1654.